# Doctrinaires (politique)
Pour les articles homonymes, voir Doctrinaires.
Les Doctrinaires forment un des courants politiques de Restauration (1814-1830). Ils siègent au centre au sein de la Chambre des députés et sont classés parmi les constitutionnels jusqu'en 1820, puis ils se fondent ensuite dans l'opposition libérale. Bien qu'influents sur la politique ministérielle, notamment entre 1817 et 1820, ils n'occupent qu'un petit nombre de siège à la Chambre.
Dirigés par Royer-Collard, ces royalistes libéraux souhaitaient une monarchie constitutionnelle, avec un suffrage censitaire et fort limité - Louis XVIII, après être monté sur le trône, s'était contenté d'accorder une Charte aux Français avec une chambre des pairs et une chambre des députés élues selon une loi électorale très restrictive (à peu près 100 000 Français avaient alors le droit de vote, et à peine 15 000 étaient éligibles).
Les doctrinaires avaient commencé par obtenir en 1816 la faveur de Louis XVIII, qu'avait effrayé la violence des Ultras pendant la Chambre introuvable de 1815. Les Ultras, cependant, revinrent bien vite au pouvoir, dirigés par le comte de Villèle. Les doctrinaires se retrouvèrent alors dans l'opposition, bien qu'ils fussent restés très proches du gouvernement, particulièrement de Decazes qui assumait certaines fonctions gouvernementales. Davantage cercle de réflexion que parti politique, les doctrinaires s'opposaient sur leur gauche aux républicains et aux « socialistes utopiques » (comme les appelle plus tard Karl Marx) et sur leur droite aux Ultras.
Les doctrinaires ont fini par disparaître à la suite de la politique réactionnaire de Charles X, qui avait succédé à son frère Louis XVIII, et avait pris comme Premier ministre un ultra, le prince de Polignac. Cette nomination fut une des causes de la révolution de Juillet (1830), après laquelle certains doctrinaires se fondirent dans les Orléanistes, dont aucune question de principe ne les avait jamais séparés ; d'autres, comme Royer-Collard resté légitimiste, se retirèrent de la vie politique à la suite de cette révolution qu'ils avaient pourtant préparée. Selon la classification célèbre de René Rémond au sujet des diverses familles de la droite en France, les Orléanistes sont devenus à droite la deuxième tradition à émerger à côté des Légitimistes, terme employé pour désigner les défenseurs de la dynastie des Bourbons après la révolution de Juillet.

## Doctrinaires, un mot péjoratif rapidement réutilisé
Le nom, comme ce fut souvent le cas quand il s'agissait de désigner des partis politiques, avait été employé au début par dérision sous la plume d'un adversaire. En 1816 Le Nain jaune réfugié, journal français, édité à Bruxelles par des exilés bonapartistes et libéraux, commença à parler de Royer-Collard comme d'un doctrinaire en l'appelant le Pierre Royer-Collard de la doctrine chrétienne, un nom qui rappelait ses études chez les Pères de la Doctrine, un ordre religieux français fondé en 1592 par César de Bus et connu familièrement sous le nom de doctrinaires.
Le choix d'un surnom pour Royer-Collard fait honneur à la perspicacité journalistique des collaborateurs du Nain jaune réfugié, parce que c'était tout à fait un homme dont la passion était de prêcher une doctrine et une orthodoxie. L'appellation devint rapidement populaire et fut étendue aux collègues de Royer-Collard, venus parfois d'horizons différents. Le duc de Richelieu avait été au nombre des émigrés royalistes sous la Révolution et l'Empire, mais des tendances libérales ont permis à certains de le classer parmi les doctrinaires. D'autre le classent comme un homme d'État du centre mais pas doctrinaire. Ce qui fait la grande différence entre les doctrinaires et les autres députés du centre c'est qu'ils sont royalistes et acceptent la Révolution sauf la Terreur. Or Richelieu n'accepte pas la Révolution. Pour sa part, De Serre, autre ancien émigré, était, en 1819, suivant Jean-Baptiste Honoré Raymond Capefigue « l’expression éloquente du parti doctrinaire ».

## «Nationaliser la monarchie et royaliser la France»
Royer-Collard lui-même, Lamarque, et Maine de Biran avaient siégé dans les Assemblées révolutionnaires. Pasquier, le comte de Beugnot, le baron de Barante, Georges Cuvier, Mounier et Decazes avaient été des fonctionnaires impériaux. Cependant, ils étaient étroitement unis par leurs principes politiques, et également par une certaine similitude de leurs méthodes. Une partie d'entre eux, notamment Guizot et Maine de Biran, étaient des théoriciens et des commentateurs des principes de gouvernement. Le baron de Barante était un lettré éminent. Tous étaient connus pour la concordance doctrinale de leurs principes et la rigidité dialectique de leurs arguments. Leur objet, comme le définissait le futur duc Decazes, était de « nationaliser la monarchie et royaliser la France ». Le roi, qui avait été « roi de France » pendant l'Ancien Régime, ne devait-il pas devenir « roi des Français » sous la monarchie de Juillet ? Ce changement illustra bien le passage du droit divin des rois à la souveraineté nationale : cette souveraineté n'est plus issue de Dieu, mais du peuple.
Les moyens par lesquels ils espéraient atteindre leur but étaient une application loyale de la Charte accordée par Louis XVIII, et la coopération régulière entre le roi et eux-mêmes afin de combattre les Ultra-royalistes, c'est-à-dire les contre-révolutionnaires qui visaient le démantèlement complet de l'œuvre politique et sociale de la Révolution. Les doctrinaires étaient prêts à accorder au roi une grande liberté dans le choix de ses ministres et dans la direction de la politique nationale. Ils refusaient le principe de la responsabilité devant le parlement, n'admettant pas que des ministres dussent démissionner pour obéir à un vote hostile de la chambre.
Leur idéal était en fait de faire cohabiter un roi qui aurait loyalement accepté les acquis de la Révolution, et qui régnerait dans un esprit libéral, et une chambre élue qui l'assisterait de ses conseils. Elle devait être désignée par un collège électoral très limité, où les propriétaires et les gens instruits formeraient sinon la totalité du moins une très grande majorité. Ils ne devaient pas trouver un roi de cette espèce jusqu'à la monarchie de Juillet et au règne de Louis-Philippe. C'est Guizot qui a le mieux exprimé l'idéologie des doctrinaires dans son traité Du gouvernement représentatif et de l'état actuel de la France. Dans la presse, les principaux organes du parti étaient L'Indépendant, devenu Le Constitutionnel en 1817, et Le Journal des Débats. Les doctrinaires étaient principalement soutenus par d'anciens fonctionnaires de l'Empire, qui croyaient en la nécessité d'un gouvernement monarchique mais se souvenaient encore de la rude poigne de Napoléon, ainsi que des négociants, des industriels et des membres des professions libérales, en particulier des avocats, qui n'avaient pas moins de haine envers l'Ancien Régime.
On comptait parmi eux :
- Royer-Collard
- Camille Jordan
- Comte Hercule de Serre
- François Guizot
- Victor, duc de Broglie
- Tanneguy Duchâtel
- Charles de Rémusat
- Hippolyte François Jaubert
- Prosper Duvergier de Hauranne
- Victor Cousin
- Baron Prosper de Barante
- Jouffroy
- Abel-François Villemain
- Louis Becquey

Bien que peu nombreux, les Doctrinaires exercèrent par l'ascendant de leur talent une grande influence sous les deux monarchies de 1814 et de 1830.